# Shankill Road
Shankill Road (irsk: Bóthar na Seanchille) er hovedfærdselsåren i et protestantisk arbejderkvarter i Belfast, Nordirland, der er kendt som Shankill. Vejen strækker sig 2,4 km fra centrum og vestpå og er tæt besat af butikker. De fleste mennesker bor i sidegaderne, der forgrener sig bag selve hovedgaden. Gaden er bedst kendt for de mange gavlmalerier som udtrykker en utvetydig sympati for loyalisterne. Shankill hører til Belfast West valgkredsen både ved valg til Nordirlands lovgivende forsamling og Underhuset.

## Historie
Da det centrale Belfast bestod af marsk og tætte skove, flakkede der ulve og vildsvin rundt i området ved Shankill. De første beboere bosatte sig i bunden af Glencairn området: en tidligere ringborg, hvor floderne Ballygomartin og Forth mødes.
Navnet "Shankill" stammer fra en lille koloni, der lå på det sted, hvor Shankill Road går over i Woodvale Road og krydser Cambrai Street. Det er afledt af det irske ord seanchill, der betyder gammel kirke. Det var på den vestlige bred af Lagan-floden, at den middelalderlige sognekirke lå, i dag er området opslugt af Belfast.
Området undergik en enorm ekspansion i slutningen af 1800-tallet grundet linned- og lærredsindustrien. Mange af gaderne i Shankill Road har navne, der kan ledes tilbage til Flandern, da det var herfra man importerede den hør, der blev forarbejdet og vævet til linned og lærred. Siden midten af 1900-tallet er linned-, og lærredsindustrien brudt sammen, hvilket har ledt til høj arbejdsløshed i området, hvilket stadig er tilfældet anno 2019.
Under den lavintensive borgerkrig i Nordirland, der er kendt som The Troubles (1969-98) blev området flere gange udsat for bombeattentater fra den irsk nationalistiske undergrundshær IRA, hvoraf det mest kendte er Shankill Bomb. Den 23.oktober 1993 sprængtes en bombe i Frizzels Fish Shop. IRA hævdede, at der fandt et loyalistisk møde sted i fiskebutikken, da bomben blev bragt til sprængning. Ni personer plus den ene af de to bombemænd, Thomas Begley, omkom under sprængningen. Den anden bombemand, Sean Kelly, overlevede og blev fængslet.
Bydelen er desuden kendt for talrige væbnede aktioner gennemført af protestantiske loyalistiske paramilitære som Gusty Spence, the Shankill Butchers og Lenny Murphy.
Da området er klemt inde mellem de to store katolske arbejderkvarterer Falls Road og Ardoyne i hver sin ende, har det både været udgangspunkt for talrige angreb på katolikker og mål for adskillige angreb fra katolikkernes side gennem årene.

## I dag
Området er altovervejende beboet af protestanter, der politisk set er loyalistister. Shankill er fysisk afgrænset fra de omgivende katolske boligområder af en såkaldt "fredsmur".
Shankill-området har ca. 22.000 indbyggere og var et af brændpunktern i de væbnede uroligheder, der prægede Nordirland i perioden 1969-98, hvor mange liv gik tabt i den sekteriske vold. Adskillige loyalistiske paramilitære grupper, såsom UDA og UVF, holder til i området, og der har været mange interne opgør mellem de forskellige grupper i gaden. I 2003 førte et af de talrige sammenstød til, at UDA's leder Johnny Adair blev fordrevet fra sit hjem.

## Kirker
Shankill er hjemsted for adskillige kirker for forskellige religiøse retninger. I den nordlige del af kvarteret ligger St. Matthew tilhørende Church of Ireland, der blev ombygget i 1872 og er bygget i trekløver-stilen, som får den til at ligne Irlands nationalsymbol, der er den katolske St. Patricks symbol og som han brugte som pædagogisk hjælpemiddel til at forklare treenigheden for den irske befolkning, da landet blev kristnet.
Der er desuden en gravsten, der mindes et 14-årigt medlem af Royal Air Force, som omkom under 1.verdenskrig. Kirken skulle efter sigende være en kopi af en kirke i Saloniki i Grækenland, da man ikke har formået at lave bladene i kløveret helt runde. Vandet, der løber ude foran kirken, har man gennem tiderne regnet for helligt og helbredende, man troede det kunne kurere vorter og kolik hos spædbørn.

## Personer fra Shankill
- Baroness Blood (Blodbaronessen), der har boet i Shankill i over 30 år og arbejder som kommunalt ansat
- Robert McCartney Advokat og politiker
- Wayne McCullough Bokser
- Gusty Spence tidl. paramilitær leder og loyalistisk politiker
- Shankill Butcher medlem Lenny Murphy
- Jimmy Warnock, bokser fra 1930'erne, der to gange slog verdensmesteren Benny Lynch
- Billy Warnock, bokser og bror til Jimmy

## Uddannelse
Bydelen har to skoler, Belfast Boy's Model School og Belfast Model School of Girls. Begge skoler tillader eleverne at blive på skolen til de har bestået A-niveau fag. Mens Castle High School ligger tæt på i Fortwilliam Park på Shore Road og huser en del elever fra Shankill-området. Skolen har vundet flere priser de seneste år.
Før den blev lukket lå Cairnmartin Secondary School også i området og udklækkede sportstalenter som bokseren Wayne McCullough og fodboldspilleren Norman Whiteside.